# Janica Kostelić
Janica Kostelić, född 5 januari 1982 i Zagreb i Kroatien i SFR Jugoslavien, är en kroatisk alpin skidåkare.
Janica Kostelić är yngre syster till Ivica Kostelić.

## Karriär
Janica Kostelić började åka skidor vid nio års ålder. När hon var 14 vann hon samtliga 22 tävlingar hon ställde upp i. 
Hon blev historik när hon i olympiska vinterspelen 2002 vann tre guld och ett silver, en bedrift som ingen tidigare lyckats med i olympiska sammanhang.
Säsongen 2003/2004 var hon borta länge på grund av struma och en efterhängsen knäskada. Ett tag trodde hon att hon inte skulle kunna komma tillbaka till världstoppen igen. Hon vann den totala världscupen 2001, 2003 och 2006. År 2005 avgjordes totala världscupen i årets sista åk. Kostelić behövde bli sämst 7:a för att vinna, men åkte nio hundradelar av en sekund för långsamt och blev tvåa, endast 3 poäng efter Anja Pärson.
Den 15 januari 2006 blev Janica Kostelić den tredje alpina skidåkerskan genom tiderna (efter Pernilla Wiberg och Petra Kronberger) som har vunnit i samtliga 5 disciplinerna, en så kallad "Grand Slam". En månad senare, 5 februari 2006, vann hon i slalom, därmed har hon vunnit i samtliga discipliner på en och samma säsong, något som bara Petra Kronberger lyckats med innan.
Säsongen 2005/2006 tog Kostelić 1 970 poäng i världscupen. Med det slog hon Pernilla Wibergs rekord från säsongen 1996/1997 som var 1 960 poäng. Kostelić rekord för flest vunna poäng på en säsong slogs 2011/2012 av Lindsey Vonn som då tog 1 980 poäng.
Den 19 april 2007 meddelade Kostelić att hennes karriär var över på grund av alla skador hon drabbats av under sin karriär.

## Meriter i världscupen
- Segrare i totala världscupen 2001, 2003 och 2006
- Segrare i slalomcupen 2001, 2003 och 2006
- Totalt 30 världscupssegrar

20 slalom
6 kombination
2 storslalom
1 super-g
1 störtlopp